# Heusden Koers
La Heusden Koers est une course cycliste belge disputée autour de Heusden, dans la commune de Destelbergen (Flandre-Orientale). Cette prestigieuse kermesse est organisée depuis 1929. Elle est actuellement dirigée par Fred Hamerlinck, petit-fils du vainqueur de la première édition,. 
La compétition attire généralement entre 20 000 et 30 000 spectateurs. Des cyclistes réputés comme Rik Van Looy, Roger De Vlaeminck, Freddy Maertens ou encore Lucien Van Impe s'y sont imposés.

## Palmarès
| Année     | Vainqueur               | Deuxième                  | Troisième              |
| --------- | ----------------------- | ------------------------- | ---------------------- |
| 1929      | Alfred Hamerlinck       | Alexander Maes            | Frans Bonduel          |
| 1930-1935 | Pas organisé            |                           |                        |
| 1936      | Karel Clapdorp          | Adolf Braeckeveldt        | Armand Lambert         |
| 1937      | Sylvain Grysolle        | Petrus Van Theemsche (nl) | Emiel Vandepitte       |
| 1938      | Marcel Claeys (nl)      | Albert Beirnaert (nl)     | Frans Vinck            |
| 1940-1951 | Pas organisé            |                           |                        |
| 1952      | Léon De Lathouwer       | Maurice Mollin            | Omer Van der Voorden   |
| 1953      | Marcel Hendrickx        | Jan Adriaensens           | Firmin Bral            |
| 1954      | Lucien Mathys (nl)      | Guillaume Hendriks        | Constant Verschueren   |
| 1955      | André Pieters           | Marcel D'Hondt            | André Noyelle          |
| 1956      | Raf Jonckheere          | Roger De Corte            | Firmin Bral            |
| 1957-1958 | Pas organisé            |                           |                        |
| 1959      | Gilbert Desmet          | Jan Van Gompel            | Lucien Mathys (nl)     |
| 1960      | Frans De Mulder         | Rik Van Looy              | Rik Luyten             |
| 1961      | Rik Van Looy            | Rik Luyten                | Emiel Lambrecht        |
| 1962      | Gilbert De Smet         | Piet van Est              | Jos Wouters            |
| 1963      | Gustaaf De Smet         | Arthur Decabooter         | Michel Van Aerde       |
| 1964      | Edward Sels             | Gustaaf De Smet           | Emile Moentjens        |
| 1965      | Rik Van Looy            | Benoni Beheyt             | Gianni Motta           |
| 1966      | Jos Huysmans            | Rik Van Looy              | Bart Zoet              |
| 1967      | Jos Huysmans            | Leopold Van den Neste     | Rik Van Looy           |
| 1968      | Leopold Van den Neste   | Richard Bukacki           | Cees Zoontjens (nl)    |
| 1969      | Walter Godefroot        | Freddy Decloedt (nl)      | Herman Vrijders        |
| 1970      | Martin Van den Bossche  | Walter Godefroot          | Etienne Buysse (nl)    |
| 1971      | Gerben Karstens         |                           | Willy Vanheste (nl)    |
| 1972      | André Dierickx          | Dirk Baert                | Ronny De Bisschop      |
| 1973      | Victor Van Schil        | Frans Verbeeck            | Freddy Maertens        |
| 1974      | Willy Planckaert        | Jos Huysmans              | Roger Swerts           |
| 1975      | Roger De Vlaeminck      | André Dierickx            | Lucien Willekens       |
| 1976      | Freddy Maertens         | Willy De Geest            | Jos Huysmans           |
| 1977      | Walter Godefroot        | Danny Clark               | Frank Hoste            |
| 1978      | Freddy Maertens         | Jos Jacobs                | Frank Hoste            |
| 1979      | Johnny De Nul (nl)      | Jozef Devits              | Dave Cuming            |
| 1980      | Roger De Vlaeminck      | Alain De Roo              | Albert Van Vlierberghe |
| 1981      | Dirk Heirweg            | Ludo Peeters              | Frank Hoste            |
| 1982      | Dirk Heirweg            | Rudy Matthijs             | Walter Dalgal          |
| 1983      | Lucien Van Impe         | Eric Vanderaerden         | Eddy Vanhaerens        |
| 1984      | Dirk Heirweg            | Frank Hoste               | Werner Devos           |
| 1985      | Luc Govaerts            | Willy Teirlinck           | José Vanackere         |
| 1986      | Yvan Lamote             | Willy Teirlinck           | Marc Sprangers         |
| 1987      | Henri Manders           | Johan De Lathouwer        | Jean-Marc Vandenberghe |
| 1988      | Patrick Onnockx (nl)    | Jean-Pierre Heynderickx   | Marnix Lameire         |
| 1989      | Sammie Moreels          | Marc Dierickx             | Henri Dorgelo          |
| 1990      | Yves Godimus            | Marc Macharis             | Noël Szostek           |
| 1991      | Bart Leysen             | Michel Dernies            | Rik Van Slycke         |
| 1992      | Jan Bogaert             | Michel Cornelisse         | Rudi Vingerhoets       |
| 1993      | Viatcheslav Ekimov      | Wiebren Veenstra          | Jan Bogaert            |
| 1994      | Herman Frison           | Luc Roosen                | Peter Spaenhoven (nl)  |
| 1995      | Etienne De Wilde        | Willy Willems             |                        |
| 1996      | Johan Capiot            | Kris Gerits               | Tony Bracke            |
| 1997      | Gert Vanderaerden       | Eric De Clercq            | Christophe Detilloux   |
| 1998      | Jean-Pierre Heynderickx | Andy De Smet              | Michel Cornelisse      |
| 1999      | Berry Hoedemakers (nl)  | Fabien De Waele           | Christophe Detilloux   |
| 2000      | Peter Van Petegem       | Roger Hammond             | Bart Heirewegh         |
| 2001      | Geert Omloop            | Glenn D'Hollander         | Thierry Marichal       |
| 2002      | Peter Wuyts             | Eric De Clercq            | Geert Van Bondt        |
| 2003      | Tom Steels              | Peter Schoonjans          | Christoph Roodhooft    |
| 2004      | Andy Cappelle           | Ludo Dierckxsens          | Wouter Weylandt        |
| 2005      | Nick Nuyens             | Tony Bracke               | Geert Omloop           |
| 2006      | Geert Omloop            | Iljo Keisse               | Frédéric Amorison      |
| 2007      | Wouter Weylandt         | Aidis Kruopis             | Greg Van Avermaet      |
| 2008      | Frédéric Amorison       | Wouter Weylandt           | Hamish Haynes          |
| 2009      | Tyler Farrar            | Kenny Dehaes              | Klaas Lodewyck         |
| 2010      | Wouter Weylandt         | Egidijus Juodvalkis       | Pieter Vanspeybrouck   |
| 2011      | James Vanlandschoot     | Roy Hegreberg             | Laurens De Vreese      |
| 2012      | Timothy Dupont          | Tijmen Eising             | Olivier Pardini        |
| 2013      | Kenny Dehaes            | Niels Wytinck             | Shane Archbold         |
| 2014      | Dries De Bondt          | Matthias Van Holderbeke   | Wouter Mol             |
| 2015      | Kenny Dehaes            | Aidis Kruopis             | Emiel Vermeulen        |
| 2016      | Timothy Dupont          | Jens Debusschere          | Kenny Dehaes           |
| 2017      | Kenny Dehaes            | Jelle Cant                | Enzo Wouters           |
| 2018      | Benjamin Verraes        | Iljo Keisse               | Jordi Meeus            |
| 2019      | Tim Merlier             | Roy Jans                  | Wesley Van Dyck        |
| 2020-2021 | Pas organisé            |                           |                        |
| 2022      | Tom Van Asbroeck        | Oliver Naesen             | Iljo Keisse            |
| 2023      | Harry Tanfield          | Tom Vermeer               | Jasper De Buyst        |
| 2024      | Elias Van Breussegem    | Gianluca Pollefliet       | Axel van der Tuuk      |
| 2025      | Timothy Dupont          | Joshua Huppertz           | Yentl Vandevelde       |